# Sinagoga Ets Hayim
La sinagoga d'Ets Hayim (hebreu: בית הכנסת עץ חיים‎; àrab: معبد عص حاييم, maʿbad ʿAṣ Ḥāyīm), també coneguda com sinagoga de Hanan (àrab: كنيس حنان, kanīs Ḥanān) és una antiga congregació caraïta i sinagoga que es troba al Caire, capital d'Egipte. El temple va ser construït en 1900. La sinagoga es troba al barri de Daher. Entre els seus membres famosos es troba l'actriu egípcia jueva Nagwa Salem (nom de naixement: Ninette Shalom). El temple comptava amb una escola religiosa i un micvé, un bany ritual jueu. El sòl de marbre del temple va resultar danyat durant el terratrèmol del 12 d'octubre de 1992. La sinagoga és protegida pel Consell Suprem d'Antiguitats. El temple és custodiat per la policia. La sinagoga va ser utilitzada per última vegada en 1967.